# Can Traver (Bigues)
|  | Per a altres significats, vegeu «Can Traver (urbanització)». |

Can Traver és una masia a Bigues (poble del Vallès) a la dreta del torrent de la Torre, i del Tenes, una mica allunyada dels dos cursos d'aigua. És a migdia de Can Segimon, a ponent de Ca l'Espasa, al nord-oest de Can Granada i al nord-est de Can Lledó. És també al nord-est del Turó de la Calcina. La llinda de la porta ens dona la data del 1791 i en l'actualitat, Can Traver és un restaurant de força renom. Hi destaquen, com a factors no culinaris, el camp d'oliveres que fa d'aparcament del restaurant, i una acurada terrassa davant la porta principal amb una espectacular clepsidra, rellotge d'aigua de complexa construcció.